# Atlanta Falcons
Atlanta Falcons er et professionelt amerikansk fodboldhold, der er placeret i Atlanta, Georgia. Atlanta Falcons spiller i divisionen NFC South, som desuden omfatter holdene Carolina Panthers, New Orleans Saints og Tampa Bay Buccaneers.
Holdet, der kom med i NFL i 1966, tegnede kontrakt med den danske kicker Morten Andersen, kort efter at 2006-sæsonen var påbegyndt. Morten Andersen har spillet i NFL-ligaen siden 1982.
Bobby Petrino overtog ansvaret som head coach den 8. januar 2007 efter at Jim Mora var blevet afskediget. Bobby Petrino kom fra en stilling som head coach hos University of Louisville. I dag er Arthur Blank ejer af Atlanta Falcons.
Falcons har været i Superbowl to gange – Super Bowl XXXIII, spillet 31. januar 1999 og Super Bowl LI, spillet 5. februar 2017. I begge kampe tabte Atlanta Falcons til henholdsvis Denver Broncos og New England Patriots.
Interessant her er, at holdet kom i finalen i 1999 via et Fieldgoal af Morten Andersen i overtid. Falcons vandt i 1998 en kamp mod Minnesota Vikings med 30-27. 
Der er flere kendte personer der støtter holdet, som fx: Samuel L. Jackson, Ludacris, T.I. og Justin Bieber.
I 2002 købte Arthur Blank Atlantas hold fra langtids ejeren Rankin Smith. Arthur Blank er grundlægger af Home Depot.
Deres daværende Quarterback Michael Vick,(som spiller i nr 7), har en interessant spillestil. Hvor mange quarterbacks kaster ell. laver et "hand off" løber Vick ofte selv med bolden. Han løber faktisk så meget, at han i år (2006) slog rekorden for flest yards løbet af en QB nogensinde i NFL på en sæson. Dette skete faktisk samme dag som deres Kicker, danske Morten Andersen, slog rekorden for flest scorede point nogensinde af én spiller i NFL. Før sidste sæson blev Michael Vick fyret efter en skandale, der involverede hundeslagsmål.[kilde mangler]